# Dipartimento di Capital (La Rioja)
Capital è un dipartimento argentino, situato nella parte centro-orientale della provincia di La Rioja, con capoluogo La Rioja, che è anche capitale della provincia.
Esso confina a nord-est con la provincia di Catamarca, a sud con i dipartimenti di Chamical, General Ángel Vicente Peñaloza e Independencia, ad ovest con i dipartimenti di Chilecito, Sanagasta e Castro Barros; e a nord-ovest con quello di Arauco.
Secondo il censimento del 2010, su un territorio di 13.638 km², la popolazione ammontava a 180.995 abitanti, con un aumento demografico del 23,6% rispetto al censimento del 2001.
Il dipartimento, come tutti i dipartimenti della provincia, è composto da un unico comune, con sede nella città di La Rioja.